# Odontocera dispar
Odontocera dispar là một loài bọ cánh cứng trong họ Cerambycidae.